# Asota deliana
Asota deliana är en fjärilsart som beskrevs av Adalbert Seitz 1914. Asota deliana ingår i släktet Asota och familjen nattflyn. Inga underarter finns listade i Catalogue of Life.